# Camuzkışlası, Kırıkhan
Camuzkışlası là một xã thuộc huyện Kırıkhan, tỉnh Hatay, Thổ Nhĩ Kỳ. Dân số thời điểm năm 2011 là 2.278 người.